# Derenk
Koordináták: é. sz. 48° 32′ 32″, k. h. 20° 38′ 23″48.542244°N 20.639698°E

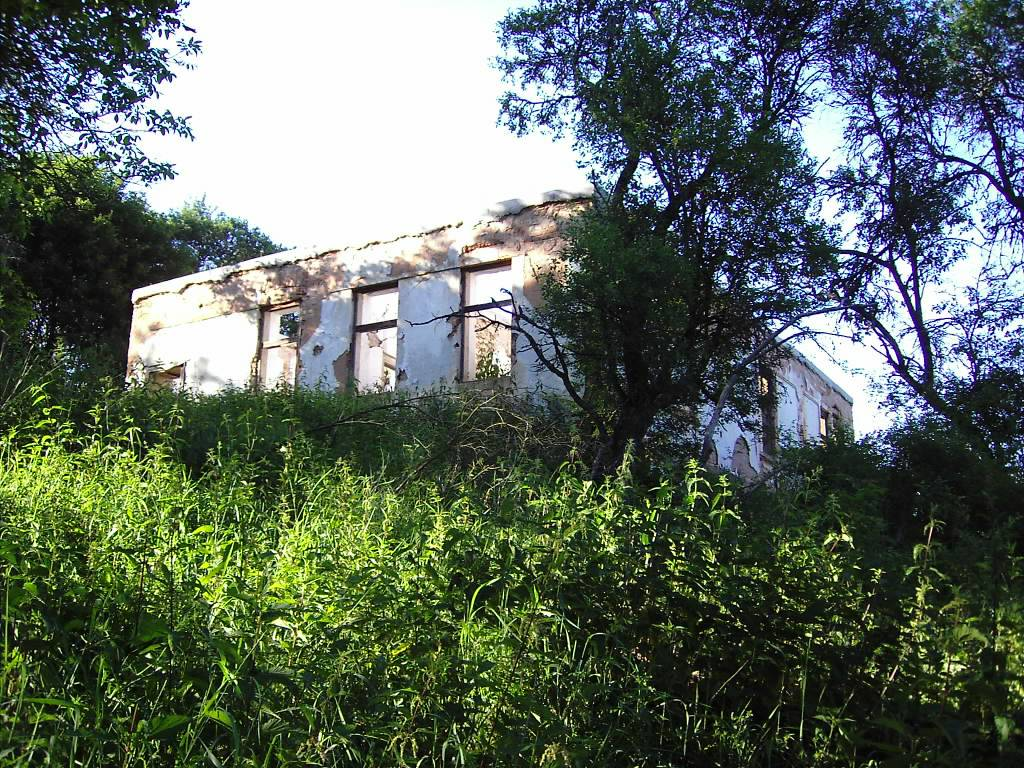
Egykori iskola

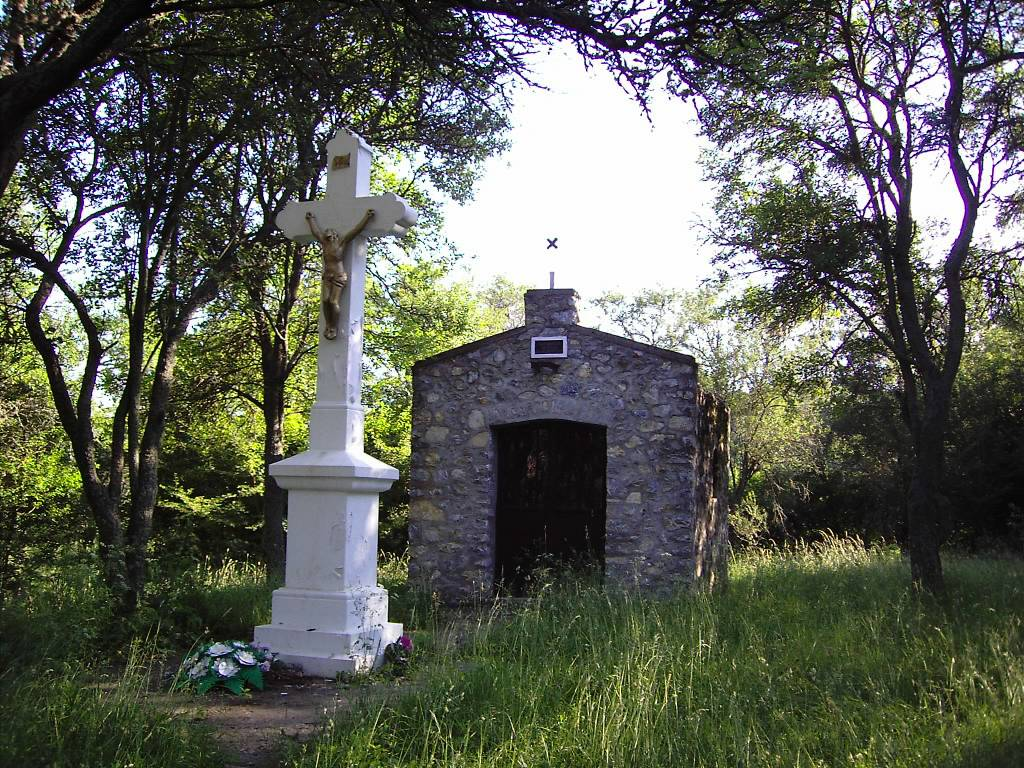
Kápolna (1994)

Derenk falu volt Abaúj-Torna vármegyében, a mai Aggteleki Nemzeti Park területén. A közelben álló Szádvár uradalmának része volt. 1943-tól Szögliget lakatlan külterülete. A szlovák határtól 1 km-re fekszik, út vezet át rajta Körtvélyesig. Neve a szláv deren („som, somfa, sombokor” jelentésű) szóból ered, melyet lengyelül Dereń-nek írnak.
Napjainkban a magyarországi lengyelek fontos emlékhelye, mivel a 18. században a Szepességből betelepülő lengyel favágók és szénégetők élesztették újjá az egyszer már kihalt települést.

## Története
A település középkori eredetű. Népessége megfogyatkozott a török hódoltság és a Rákóczi-szabadságharc alatt, majd egy 1711-es pestisjárvány következtében teljesen elnéptelenedett. Az 1715-ös összeírás szerint lakatlanul állt. Földesura, Esterházy gróf 1717-ben lengyel (szepességi gorál) jobbágyokkal telepítette be újra.
1907-ben 367, 1941-ben pedig 443 lakosa volt. A trianoni békeszerződés után az új határ kettévágta volna Derenket, de az emiatt felindult lakosok elérték, hogy népszavazással dönthessék el, Magyarországhoz vagy az újonnan alakult Csehszlovákiához akarnak-e tartozni, és a szláv többségük dacára Magyarország mellett döntöttek. A népesség őrizte etnikai öntudatát, egészen 1943-ig nem asszimilálódott.
1938-tól Horthy Miklós kívánságára – aki vadászterületet akart itt létrehozni – megkezdték a falu kiürítését a tulajdonosok teljes körű kártalanításával. A lakosság zöme Borsod-Abaúj-Zemplén vármegye különböző falvaiba költözött. A legtöbben az Emődhöz tartozó Istvánmajorban, a Ládbesenyőhöz tartozó Andrástanyán és Sajószentpéteren telepedtek le. Utolsó lakója, Babarcsik István a kitelepítést megtagadta. 1943-ra a település teljesen megszűnt, templomát, épületeit lebontották. Ma már csak az iskola romos épülete, a templom helyén épült kápolna és a közeli temető jelzi, hogy ezen a helyen valaha egy település állt. 1994 óta, július közepén, egy évben egyszer, az egykori búcsú napján a faluból származók összegyűlnek egy megemlékezésre. Mint magyarországi lengyelek sokuk még beszéli a helyi lengyel dialektust.

## Nevezetességei
Az egykori lakosok és leszármazottaik évente, július hónap harmadik vasárnapján megrendezik a derenki búcsút, hagyományaik őrzése céljából. 2008-ban július 20-án, vasárnap volt a búcsú.
A rendezvény szervezői: az Országos Lengyel Kisebbségi Önkormányzat (OLKÖ), a Borsod-Abaúj-Zemplén vármegyei LKÖ, és a megye 12 helyi LKÖ-a.
2003-ban az OLKÖ Derenk romfalut a Magyarországi Lengyelség Történelmi Emlékhelyévé nyilvánította. A romfalu felújítása folyamatban van.

## Egyéb
A falu lerombolásának történetét Szűts László író A kormányzó úr medvéi című regényében dolgozta fel.

## Galéria

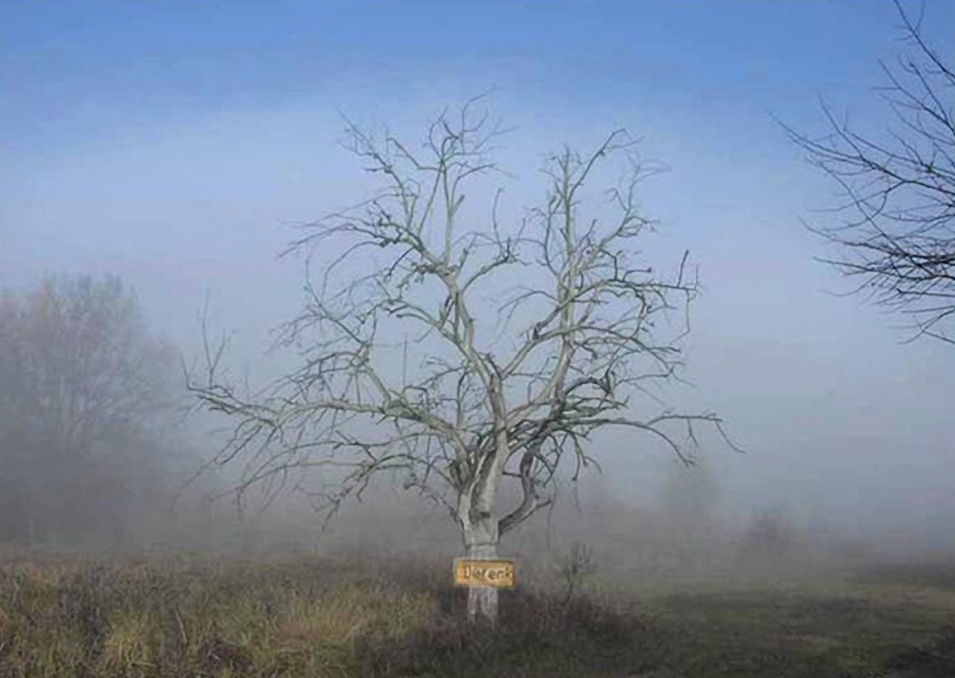
Derenk, a holtak falva
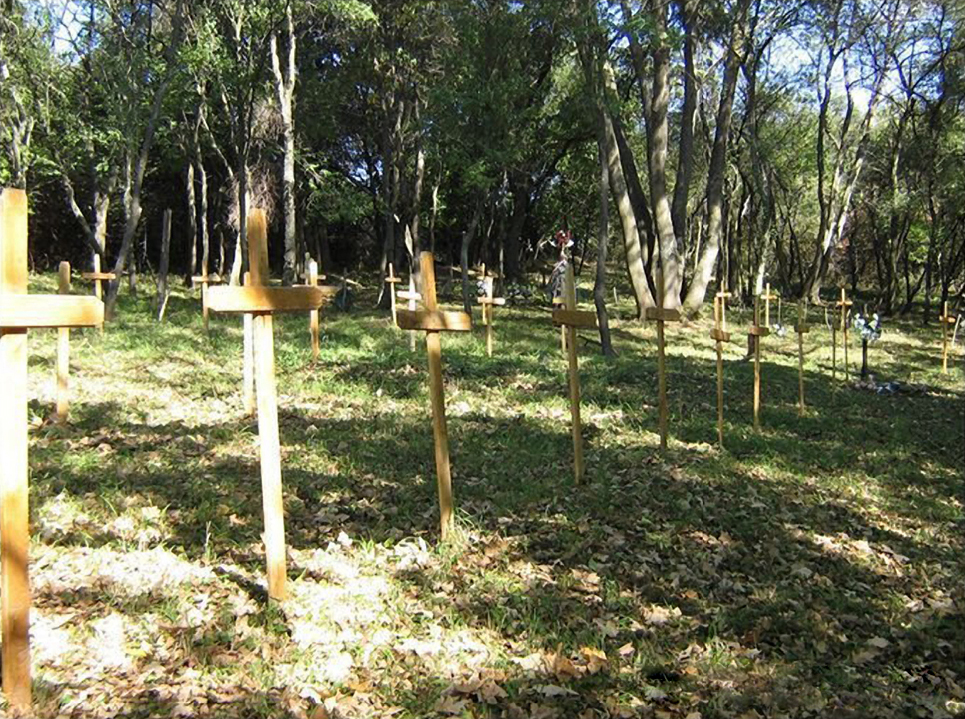
Derenki temető
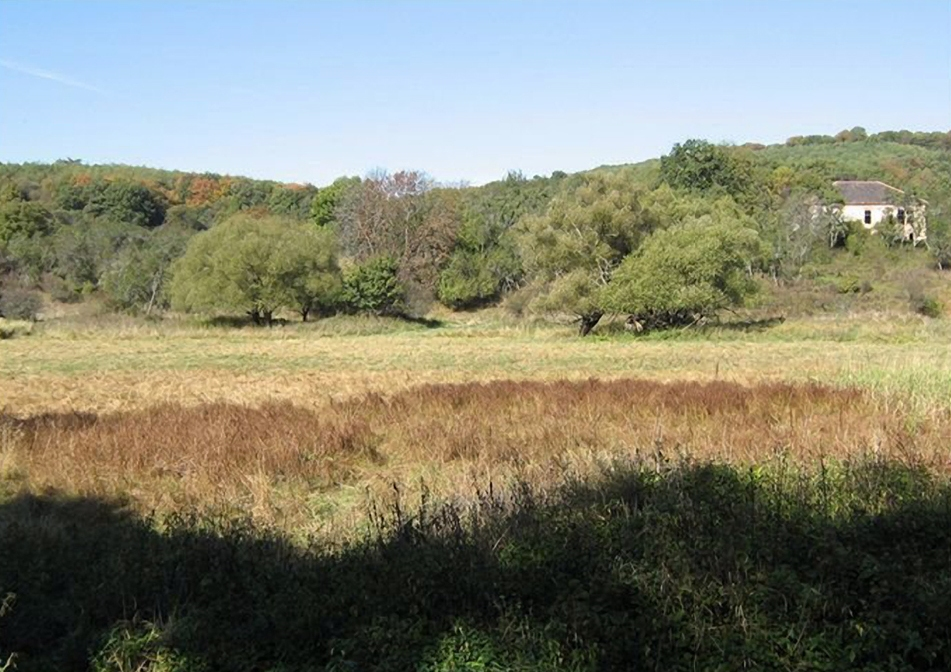
Faluközpont
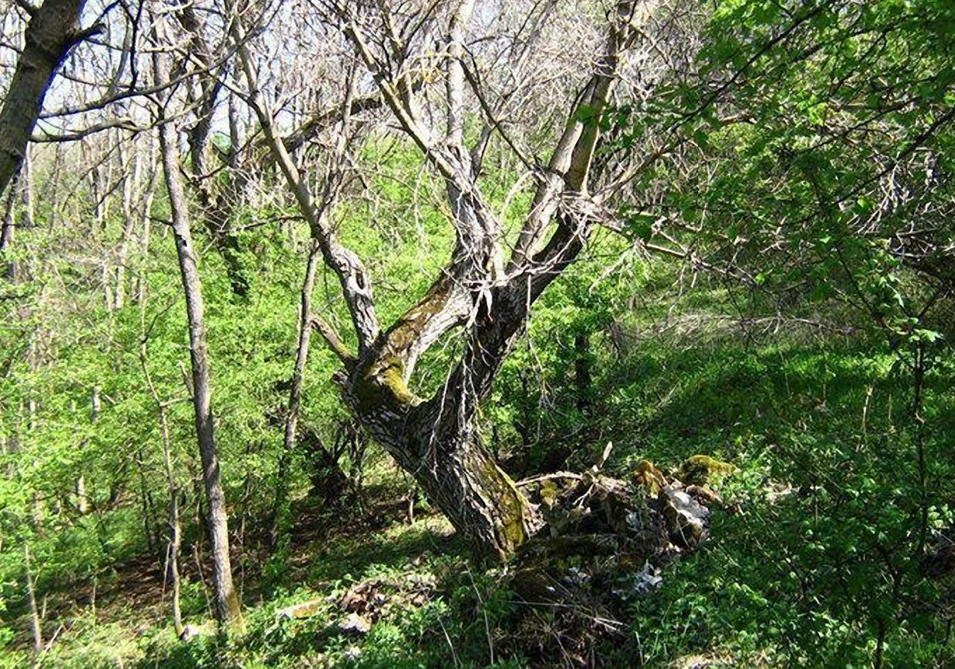
Vén diófa a rengetegben
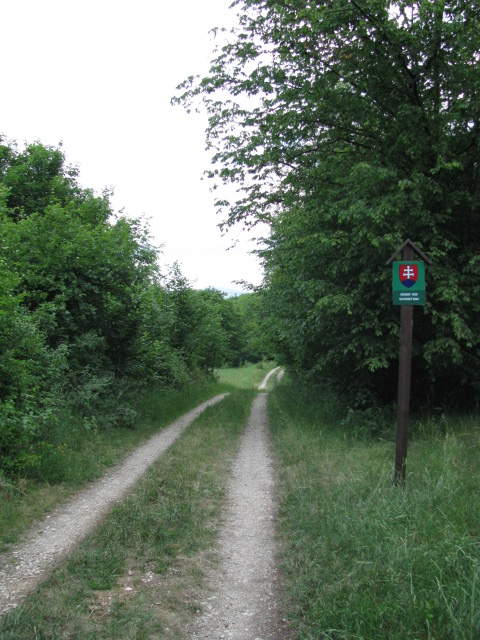
Derenki határátkelő